# ビクトル・ディアス (野球)
ビクトル・イスラエル・ディアス・オチョア（Víctor Israel Díaz Ochoa, 1981年12月10日 - ）は、ドミニカ共和国サントドミンゴ出身の元プロ野球選手（外野手）。中日時代の愛称は「チョビ」。

## 経歴

### ドジャース時代
2000年のMLBドラフトでロサンゼルス・ドジャースから37巡目で指名を受け、入団。

### メッツ時代
2004年9月11日、ニューヨーク・メッツからメジャーデビュー。2005年、2006年もメジャー出場している。

### レンジャース時代
2007年はテキサス・レンジャーズでプレーした。

### マリナーズ・アストロズ時代
2008年はシアトル・マリナーズとヒューストン・アストロズ傘下のマイナーチームに所属したが、メジャー昇格は出来なかった。

### 韓国時代
2008年12月1日にハンファ・イーグルスと契約したが、2009年シーズンは守備が安定せず打撃も確実性を欠いて高評価を得られず、投手不足のチーム事情からシーズン途中の7月8日に退団した。

### オリオールズ時代
同年7月中にボルチモア・オリオールズとマイナー契約を結んだが、メジャーリーグには昇格しなかった。

### 独立リーグ時代
2010年は一時は台湾プロ野球の興農ブルズと契約したが、一転して独立リーグであるフロンティアリーグのロックフォード・リバーホークスに入団。その後、メキシカンリーグのベラクルス・イーグルスに移籍。
2011年も引き続きプレーした。

### 中日時代
2012年1月下旬、NPBの中日ドラゴンズの入団テストを受けるため、来日。前年まで中日の一軍ヘッドコーチだった森繁和は自らが主導してドミニカ共和国出身の選手を多く獲得した実績があり、ディアスは森が退団する前にリストアップしていた選手だった。1月29日から2日間、さらに春季キャンプでもテストを行った結果、2月12日に合格となり、翌日契約を結んだ。
2012年は長打力を買われての入団であったが、外国人枠の関係もあり、わずか21試合の出場に留まり、本塁打は0と完全に期待外れの成績に終わった。しかし、この年在籍した中日の外国人選手が育成選手に転じた宋相勲を除いて全員退団したチーム事情や、潜在能力を買っていた監督の高木守道の要望により、翌年も残留することになった。
2013年はオープン戦初戦で本塁打を打ったが、その後はこれと言った結果を残せず、3月中旬に二軍落ちし、開幕直後の3月30日に戦力外通告を受け、4月1日にウェイバー公示された。

### レイノサ・ブロンコス時代
2014年は、レイノサ・ブロンコスでプレーした。

## 選手としての特徴

### 打撃
長打力を秘めるパワフルな打撃が売りであり、自身を「マニー・ラミレスタイプ」と称している。一方で極端に三振が多く、2011年には試合数の約1.5倍である150個の三振を喫している。

### 守備
元々は二塁、三塁を守る内野手だったが、打撃を生かすために外野手に転向（主に右翼での出場が多いが、中堅と左翼もこなせる）。その他にも一塁の経験もある。

## 人物
元広島東洋カープのスコット・シーボルや元北海道日本ハムファイターズのジェイソン・ボッツと親交があり、彼らから日本野球の情報を仕入れたという。

## 詳細情報

### 年度別打撃成績
| 年 度    | 球 団    | 試 合 | 打 席 | 打 数 | 得 点 | 安 打 | 二 塁 打 | 三 塁 打 | 本 塁 打 | 塁 打 | 打 点 | 盗 塁 | 盗 塁 死 | 犠 打 | 犠 飛 | 四 球 | 敬 遠 | 死 球 | 三 振 | 併 殺 打 | 打 率 | 出 塁 率 | 長 打 率 | O P S |
| -------- | -------- | ----- | ----- | ----- | ----- | ----- | -------- | -------- | -------- | ----- | ----- | ----- | -------- | ----- | ----- | ----- | ----- | ----- | ----- | -------- | ----- | -------- | -------- | ----- |
| 2004     | NYM      | 15    | 53    | 51    | 8     | 15    | 3        | 0        | 3        | 27    | 8     | 0     | 0        | 0     | 0     | 1     | 0     | 1     | 15    | 3        | .294  | .321     | .529     | .850  |
| 2005     | NYM      | 89    | 313   | 280   | 41    | 72    | 17       | 3        | 12       | 131   | 38    | 6     | 2        | 0     | 2     | 30    | 7     | 1     | 82    | 13       | .257  | .329     | .468     | .797  |
| 2006     | NYM      | 6     | 11    | 11    | 0     | 2     | 1        | 0        | 0        | 3     | 2     | 0     | 0        | 0     | 0     | 0     | 0     | 0     | 5     | 0        | .182  | .182     | .273     | .455  |
| 2007     | TEX      | 37    | 108   | 104   | 13    | 25    | 4        | 0        | 9        | 56    | 25    | 0     | 0        | 0     | 1     | 1     | 0     | 2     | 33    | 4        | .240  | .259     | .538     | .798  |
| 2009     | ハンファ | 62    | 229   | 207   | 37    | 55    | 14       | 0        | 15       | 114   | 39    | 2     | 1        | 0     | 3     | 17    | 2     | 2     | 76    | 11       | .266  | .323     | .551     | .874  |
| 2012     | 中日     | 21    | 26    | 23    | 1     | 4     | 0        | 0        | 0        | 4     | 1     | 0     | 0        | 0     | 0     | 3     | 0     | 0     | 12    | 0        | .174  | .269     | .174     | .443  |
| MLB：4年 | MLB：4年 | 147   | 485   | 446   | 62    | 114   | 25       | 3        | 24       | 217   | 73    | 6     | 2        | 0     | 3     | 32    | 7     | 4     | 135   | 20       | .256  | .309     | .487     | .796  |
| KBO：1年 | KBO：1年 | 62    | 229   | 207   | 37    | 55    | 14       | 0        | 15       | 114   | 39    | 2     | 1        | 0     | 3     | 17    | 2     | 2     | 76    | 11       | .266  | .323     | .551     | .874  |
| NPB：1年 | NPB：1年 | 21    | 26    | 23    | 1     | 4     | 0        | 0        | 0        | 4     | 1     | 0     | 0        | 0     | 0     | 3     | 0     | 0     | 12    | 0        | .174  | .269     | .174     | .443  |

### 年度別守備成績
| 年 度 | 球 団 | 左翼（LF） | 左翼（LF） | 左翼（LF） | 左翼（LF） | 左翼（LF） | 左翼（LF） | 右翼（RF） | 右翼（RF） | 右翼（RF） | 右翼（RF） | 右翼（RF） | 右翼（RF） |
| 年 度 | 球 団 | 試 合      | 刺 殺      | 補 殺      | 失 策      | 併 殺      | 守 備 率   | 試 合      | 刺 殺      | 補 殺      | 失 策      | 併 殺      | 守 備 率   |
| ----- | ----- | ---------- | ---------- | ---------- | ---------- | ---------- | ---------- | ---------- | ---------- | ---------- | ---------- | ---------- | ---------- |
| 2004  | NYM   | -          | -          | -          | -          | -          | -          | 14         | 29         | 0          | 2          | 0          | .935       |
| 2005  | NYM   | 3          | 3          | 1          | 0          | 0          | 1.000      | 78         | 153        | 2          | 3          | 1          | .981       |
| 2006  | NYM   | 4          | 4          | 0          | 1          | 0          | .800       | -          | -          | -          | -          | -          | -          |
| 2007  | TEX   | 3          | 2          | 0          | 0          | 0          | 1.000      | 24         | 33         | 0          | 1          | 0          | .971       |
| MLB   | MLB   | 10         | 9          | 1          | 1          | 0          | .909       | 116        | 215        | 2          | 6          | 1          | .973       |

### 記録
NPB
- 初出場：2012年4月1日、対広島東洋カープ3回戦（ナゴヤドーム）、5回裏に山本昌の代打で出場
- 初打席：同上、5回裏に野村祐輔の前に空振り三振
- 初打点：2012年4月4日、対横浜DeNAベイスターズ1回戦（横浜スタジアム）、8回表に山井大介の代打で出場、クレイトン・ハミルトンから押し出し四球
- 初安打：2012年4月8日、対東京ヤクルトスワローズ3回戦（ナゴヤドーム）、6回裏に山本昌の代打で出場、赤川克紀から右前安打
- 初先発出場：2012年7月7日、対横浜DeNAベイスターズ10回戦（ナゴヤドーム）、6番・右翼手で先発出場

### 背番号
- 50 （2004年）
- 20 （2005年 - 2006年）
- 14 （2007年）
- 27 （2009年）
- 44 （2012年 - 2013年）